# Цытович, Николай Степанович
Николай Степанович Цытович (1827 — 1893) — русский военный деятель, генерал-лейтенант, участник Крымской войны, командир 1-й бригады 4-й пехотной дивизии.

## Биография
Родился 11 апреля [23 апреля] 1827 года в семье военного священника. 
После окончания Нижегородского Аракчеевского кадетского корпуса и Дворянского полка, в 1846 году выпущен был прапорщиком гвардии в Волынский лейб-гвардии полк. В 1848 году произведён в подпоручики гвардии, в 1850 году в поручики гвардии. С 1851 по 1853 год был прикомандирован ко Второму кадетскому корпусу в качестве офицера-воспитателя оставаясь в списках полка. В 1854 году произведён в штабс-капитаны гвардии с назначением командиром роты Волынского лейб-гвардии полка. С 1854 по 1855 годы во главе резервной роты  Волынского лейб-гвардии полка участвовал в Крымской войне, охраняя Балтийское побережье. С 24 июня по 14 сентября 1856 года  Н. С. Цытович во главе роты Волынского лейб-гвардии полка находился в Москве в составе войск Гвардейского и Гренадерского корпуса для коронации императора Александра II.
В 1859 году назначен командиром 1-го Кронштадтского линейного имени императора Александра 2-го батальона, с переименованием в майоры. В 1861 году произведён в подполковники и был прикомандирован к Штабу Отдельного корпуса внутренней стражи. С 1863 года командовал Ивангородским крепостным батальоном и одновременно являлся начальником Ивангородского военного госпиталя. С 1863 по 1864 годы в составе войск Варшавского военного округа участвовал в боевых действиях против польских мятежников.
В 1866 году "за отличие по службе" произведен в полковники и по распоряжению Главнокомандующего войсками в Царстве Польском, назначен временным губернским воинским начальником по набору рекрут в городе Варшава. В 1866 году Цытовичу «за исправное состояние Варшавского крепостного батальона и подведомственных ему команд а также за образцовое им командования», Наместником Царства Польского генерал-фельдмаршалом графом Ф. Ф. Бергом была объявлена "благодарность" по войскам Варшавского военного округа. С 1866 по 1869 год командовал Ивангородским крепостным полком. С 1869 по 1874 год командовал Новогеоргиевским крепостным полком. С 1874 по 1878 год — командир Новогеоргиевского крепостного пехотного батальона. В 1878 году Цытовичу «за успешное принятие команд запасных нижних чинов и сформирования из бывших запасных батальонов четырёх Новогеоргиевских крепостных полков, а также ведение всей переписки относящейся к сему делу», командующим Войсками Варшавского военного округа генерал-адъютантом, графом П. Е. Коцебу была объявлена "Особая благодарность" в приказе по войскам того же округа. С 1778 по 1885 год — командир 29-го резервного пехотного кадрового батальона, также являясь начальником Новогеоргиевского военного госпиталя.  
В 1885 году "за отличие по службе" произведен в генерал-майоры, с назначением командиром  1-й бригады 4-й пехотной дивизии. С 29 сентября 1886 по 27 марта 1887 года и с 8 марта 1888 по 23 апреля 1891 года Н. С. Цытович исполнял обязанности командующего  4-й пехотной дивизии. Помимо основной деятельности Н. С. Цытович являлся председателем Строительно-хозяйственной комиссии по постройки казарм в городе Ломжа.
16 октября 1891 года Н. С. Цытович был произведен в генерал-лейтенанты с увольнением в отставку.
Жил в городе Санкт-Петербурге, где и умер в 1893 году.

## Звания, чины
- Фельдфебель Дворянского полка (12 августа 1846 года[5])
- Прапорщик гвардии (12 сентября 1846 года);
- Подпоручик гвардии (11 апреля 1848 года);
- Поручик гвардии (23 апреля 1850 года);
- Штабс-капитан гвардии (2 августа 1854 года);
- Майор  (23 марта 1859 года);
- Подполковник  (24 апреля 1861 года);
- Полковник  (14 июня 1866 года) — "За отличие по службе";
- Генерал-майор (6 октября 1885 года) — "За отличие по службе";
- Генерал-лейтенант (21 октября 1891 года)[1]

## Награды
- Орден Святого Станислава 3-й степени (26 августа 1856 года);
- Орден Святой Анны 3-й степени (1859 год);
- Святого Станислава 2-й степени (13 июня 1865 года);
- Святой Анны 2-й степени (1 марта 1870 года);
- Императорская корона к ордену Святой Анны 2-й степени (ВП 2 ноября 1872 года) — "За отлично-усердную службу";
- Орден Святого Владимира 4-й степени (ВП 21 февраля 1875 года) — "За отлично-усердную службу";
- Святого Владимира 3-й степени (ВП 21 августа 1879 года) — "За отлично-усердную и ревностную службу";
- Святого Станислава 1-й степени (30 августа 1889 год).

Медали:
- Медаль «В память войны 1853-1856 гг.» на Георгиевской ленте;
- Медаль «За усмирение польского мятежа»[1]

## Семейная связь
Был женат на дочери статского советника Тимофея Михайловича Соколова — Анне.
Дети:
- Виктор (26.6.1856)
- Владимир (1858—1941) — генерал-майор, участник 1-й Мировой и Гражданской войн.
- Сергей (11.1.1861)
- Ольга (6.10.1866)

Братья также являлись генералами:
- Виктор (1824—1882) генерал-лейтенант, Акмолинский губернатор
- Эраст (1830—1898) генерал от инфантерии, член Главного Военного совета
- Платон (1833—1894) генерал-лейтенант, директор Сибирского кадетского корпуса